# さっちゃん (マスコット)
さっちゃんは、日本の蒲鉾製造会社、ヤマサ蒲鉾のマスコットキャラクターである。

## 概要
5～6歳の少女の姿をしたキャラクター。両親と双子の弟がいる5人家族という設定である。いわゆる萌え絵のキャラクターではなく、絵本の挿絵のようなキャラクターである。ヤマサ蒲鉾製品にはさっちゃんのイラストがあしらわれている商品が多く時々プレゼント応募券としても使われている。地元のサンテレビで、さっちゃんと弟たちが登場する天気予報がヤマサ蒲鉾提供で流れていたこともあった。
定期的にさっちゃんのイラストコンクールが開催されており、大人と子供それぞれの部門で作品を公募している。
ヤマサ蒲鉾本社にある即売展示施設「夢鮮館」でキャラクターグッズが売られているほか、2013年（平成25年）4月に姫路市西二階町の西二階町商店街に無人のアンテナショップ「さっちゃんの家」を出店した。

## 絵本
- さっちゃんのうみっていいな みんななかよし（文・浜田多代子、絵：長谷川雅代、神戸新聞出版センター、2002年、ISBN 4343001997）